# Alex Latta
Alexander Latta, detto Alex (Dumbarton, 1º settembre 1867 – Birkenhead, 25 agosto 1928), è stato un calciatore scozzese, di ruolo attaccante.

## Carriera

### Club
Latta inizia la propria carriera da professionista nel Dumbarton, al quale si unisce già all'età di 14 anni. Nonostante la sua promozione in prima squadra nel 1887 non riesce mai ad esordire e due anni dopo viene ceduto all'Everton, con cui vince il campionato di First Division nella stagione 1890-1891. Complessivamente, con la maglia delle Toffees colleziona 148 presenze e 70 reti, prima di accasarsi ai rivali cittadini del Liverpool nel 1895.

### Nazionale
Il 10 marzo 1888 marca il proprio debutto con la nazionale scozzese, mettendo a segno una doppietta negli sviluppi di un match contro il Galles vinto per 5-1.

## Palmarès

### Club

#### Competizioni nazionali
- Campionato inglese: 1

Everton: 1890-1891
- Second Division: 1

Liverpool: 1895-1896